# Nudi bronzei

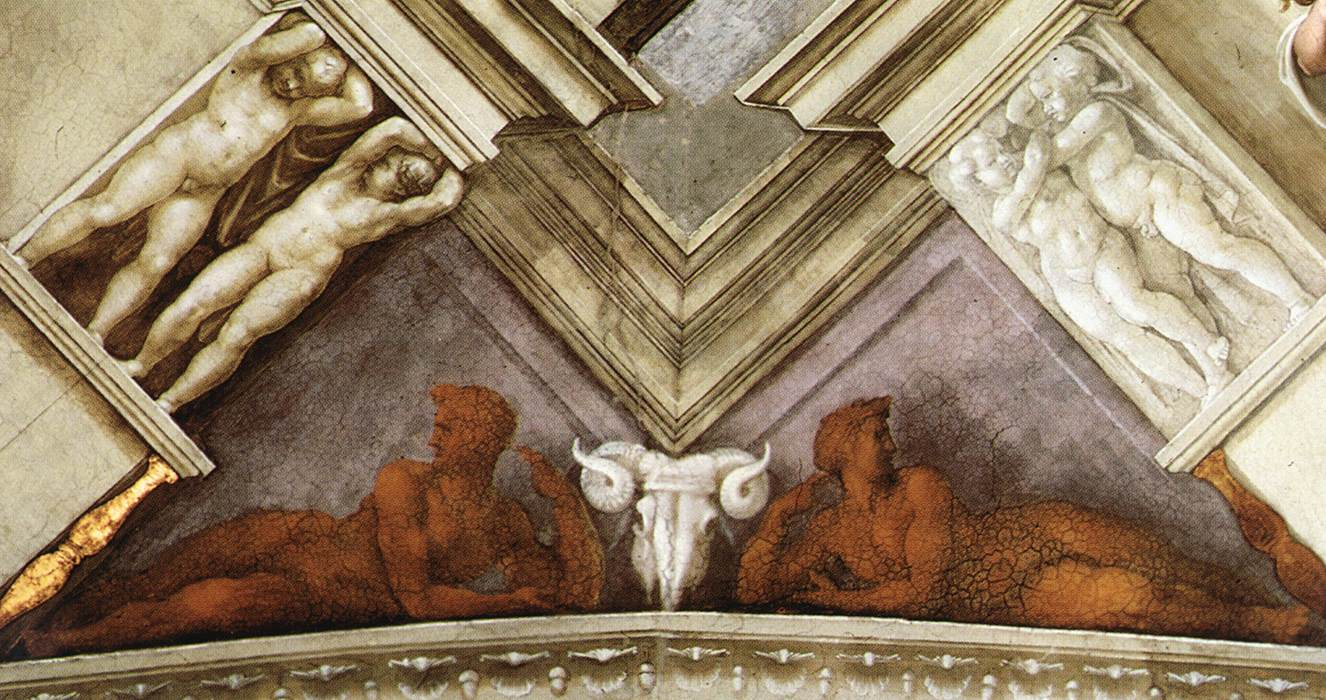
Nudi bronzei sulle vele angolari

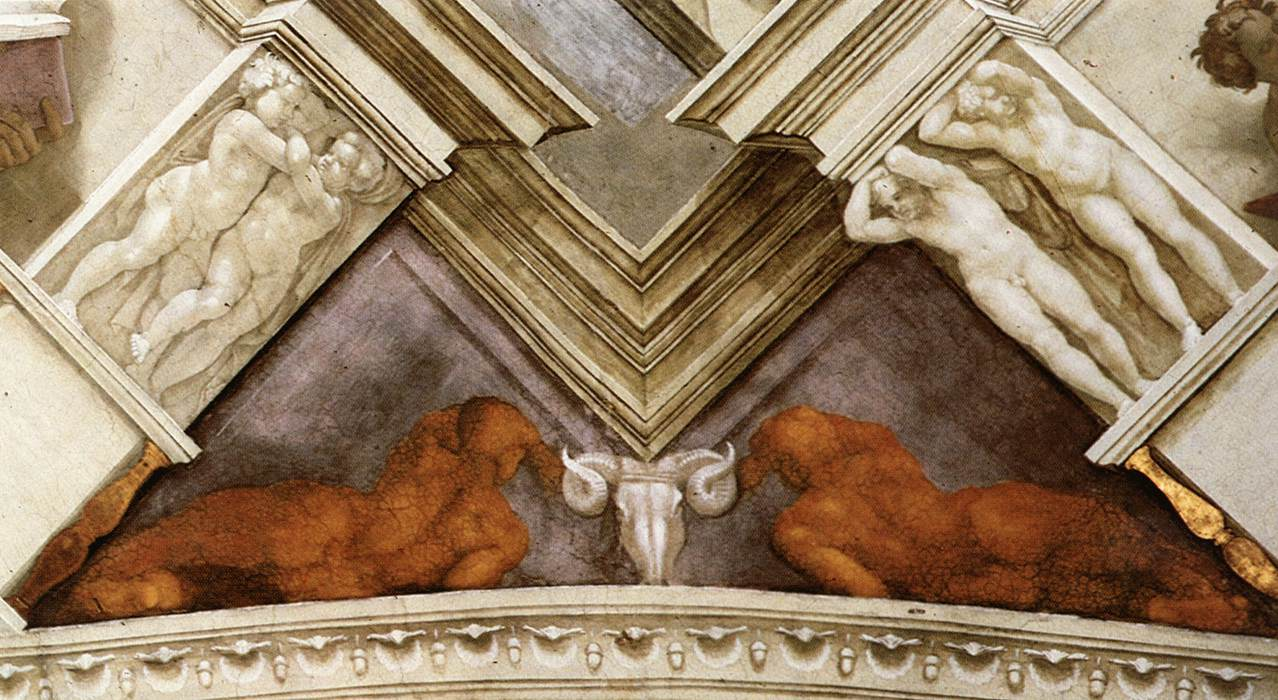
Nudi bronzei sulle vele angolari

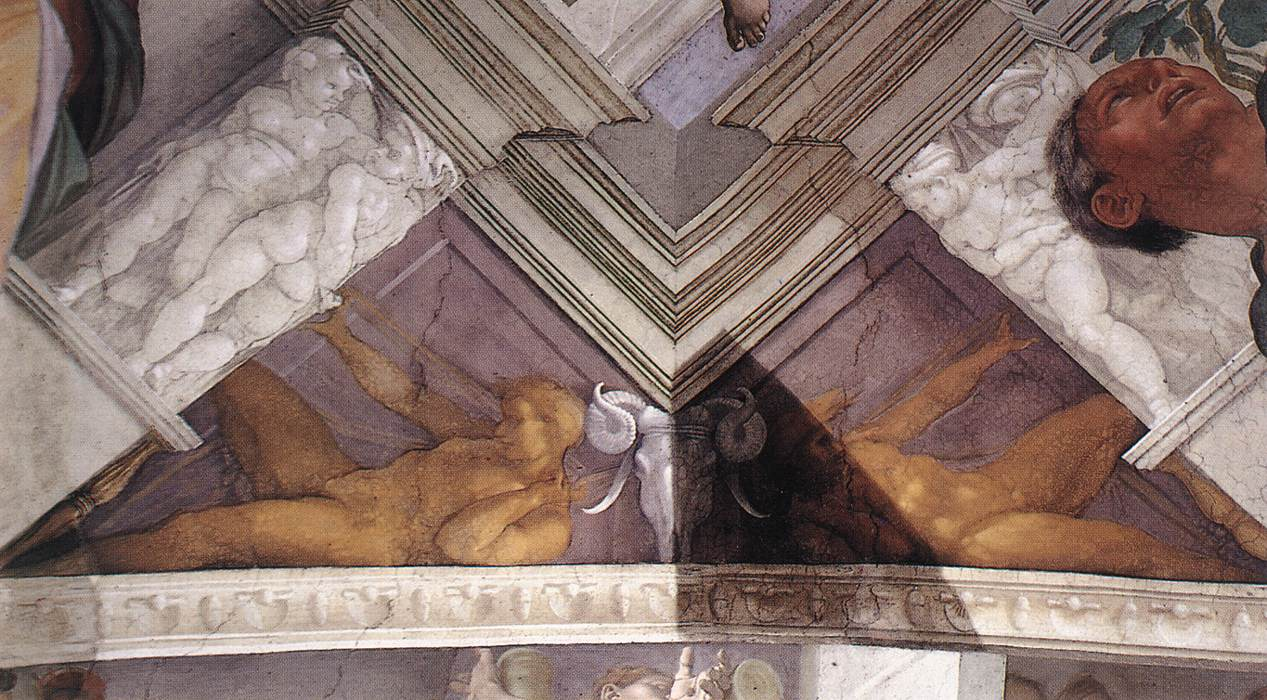
Nudi bronzei sulle vele angolari

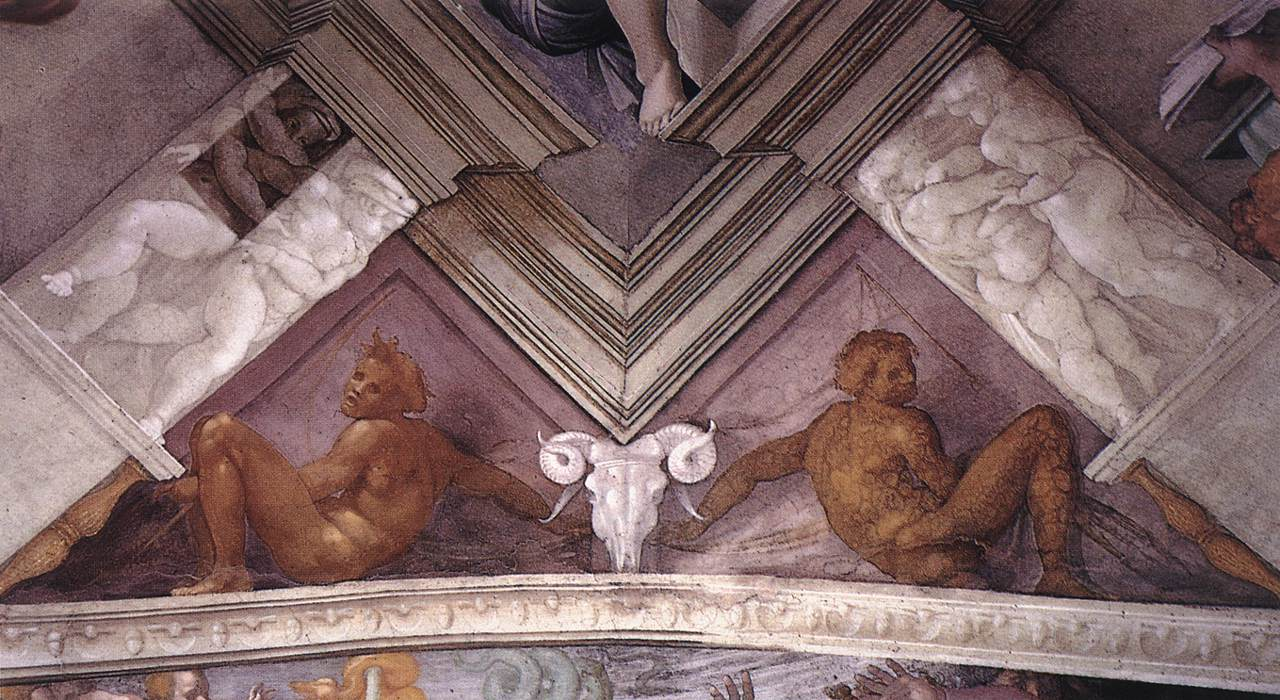
Nudi bronzei sulle vele angolari

La serie dei Nudi bronzei decora alcuni spazi triangolari nella volta della Cappella Sistina. Si tratta di una serie di affreschi realizzati da Michelangelo Buonarroti tra il 1508 e il 1512.

## Storia
Michelangelo dipinse le scene della volta, come è noto, procedendo da est verso ovest, cioè in maniera contraria allo sviluppo delle storie della Genesi nei riquadri centrali. In particolare avviò a dipingere dalla porzione sopra l'ingresso cerimoniale fino all'altare. Furono necessarie due fasi, per via del ponteggio che copriva metà della cappella e che dovette essere smontato e rimontato. La metà dei lavori doveva essere probabilmente all'altezza originaria della transenna marmorea, più o meno al centro della cappella, di solito indicato in corrispondenza della Creazione di Eva nella quinta campata. La prima fase andò dal 1508 al 1510; la seconda dall'autunno del 1511 all'ottobre del 1512.

## Descrizione e stile
Dodici coppie di nudi bronzei riempiono gli spazi triangolari tra le vele della cappella (con gli antenati di Cristo) e tra i pennacchi e i rispettivi troni dei Veggenti. I nudi sono appaiati ai lati di crani d'ariete, di derivazione classica, e sono dipinti a monocromo, imitante il bronzo, su sfondo scuro violaceo. Essi sono stati variamente interpretati come statue viventi, atlanti, demoni incatenati (ma non ci sono catene), allusioni all'umanità primitiva, ecc. Non è escluso che si tratti di un puro riempimento decorativo.
Ogni coppia è ottenuta ribaltando il medesimo cartone, con alcune varianti. Ad esempio i nudi sopra la Vela sopra Roboamo e Abia sono simmetrici, ma hanno entrambi i capelli mossi verso destra, come se fossero sconvolti dalla medesima folata di vento.

## Galleria d'immagini

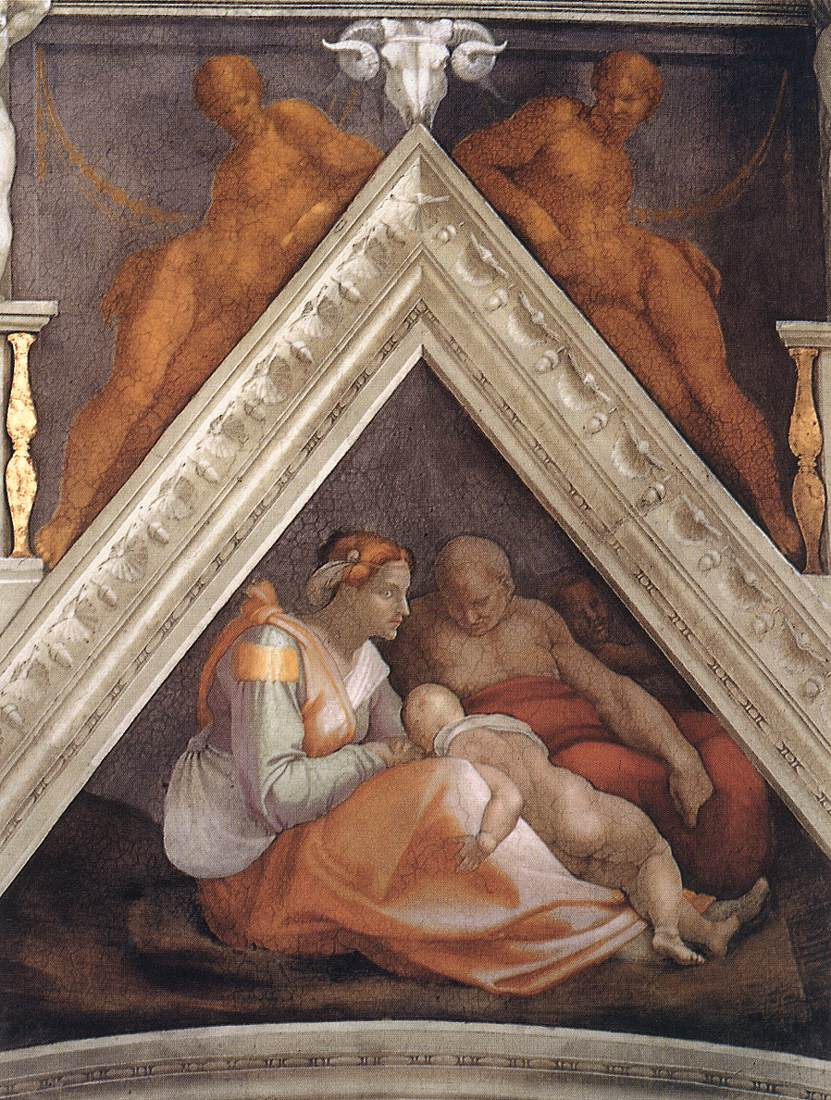
Nudi bronzei sulla Vela sopra Zorobabele, Abiud ed Eliachim
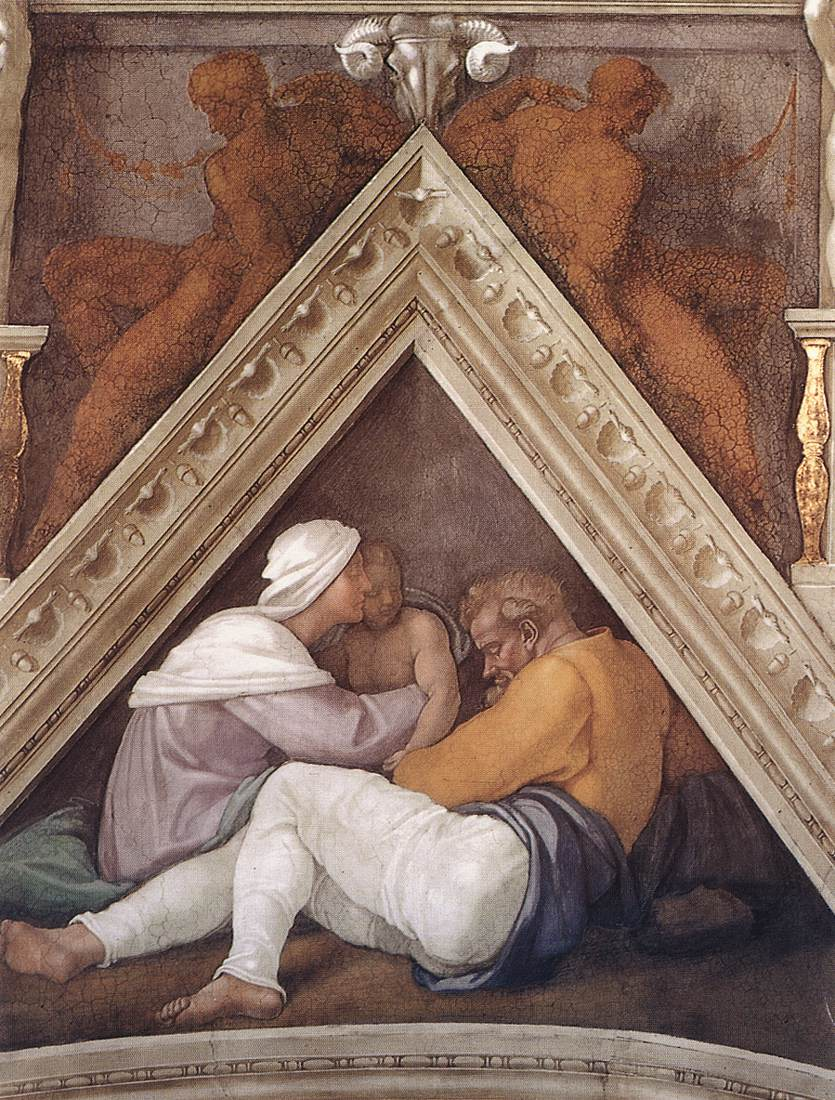
Nudi bronzei sulla Vela sopra Giosia, Ieconia e Salatiel
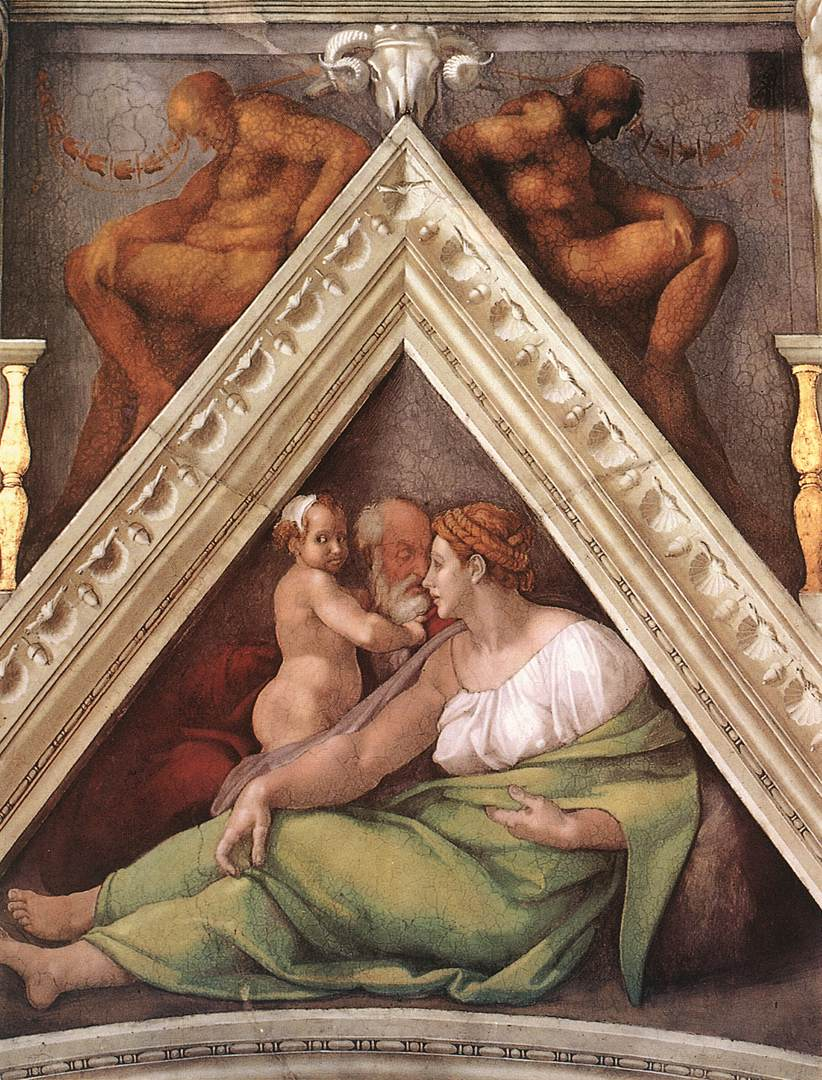
Nudi bronzei sulla Vela sopra Ezechia, Manasse e Amon
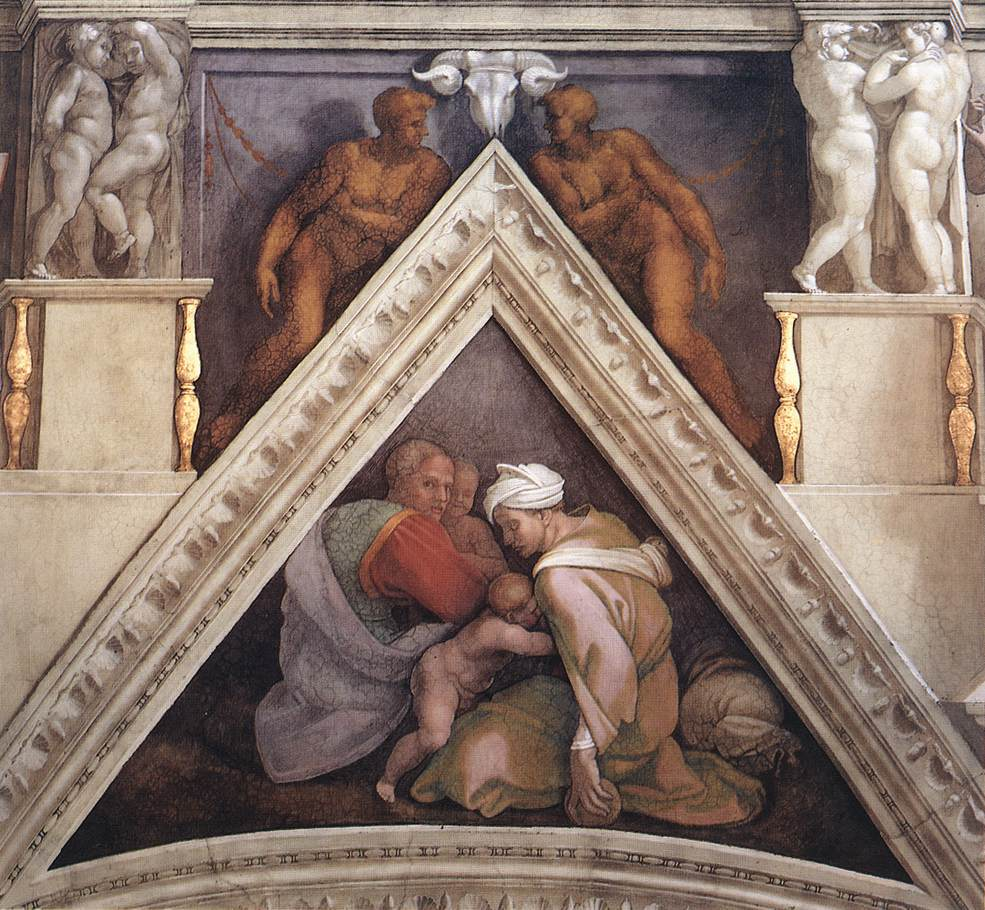
Nudi bronzei sulla Vela sopra Ozia, Ioatam e Acaz
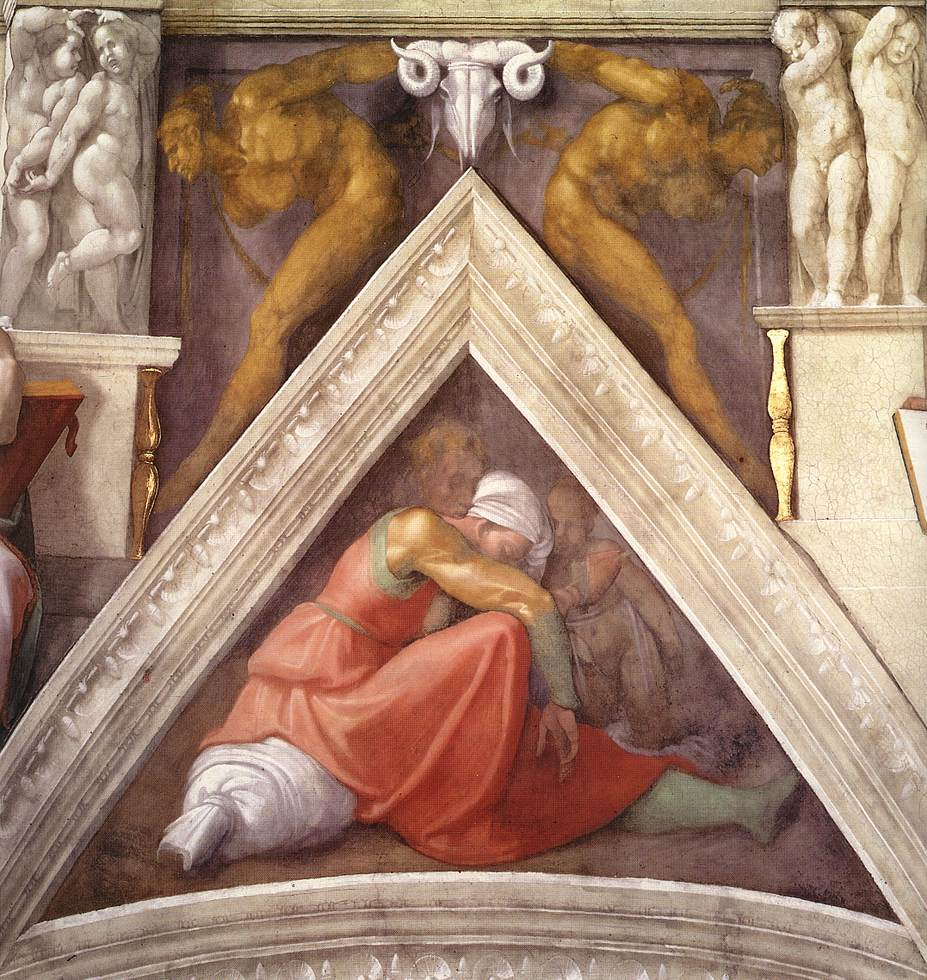
Nudi bronzei sulla Vela sopra Asaf, Giosafat e Ioram
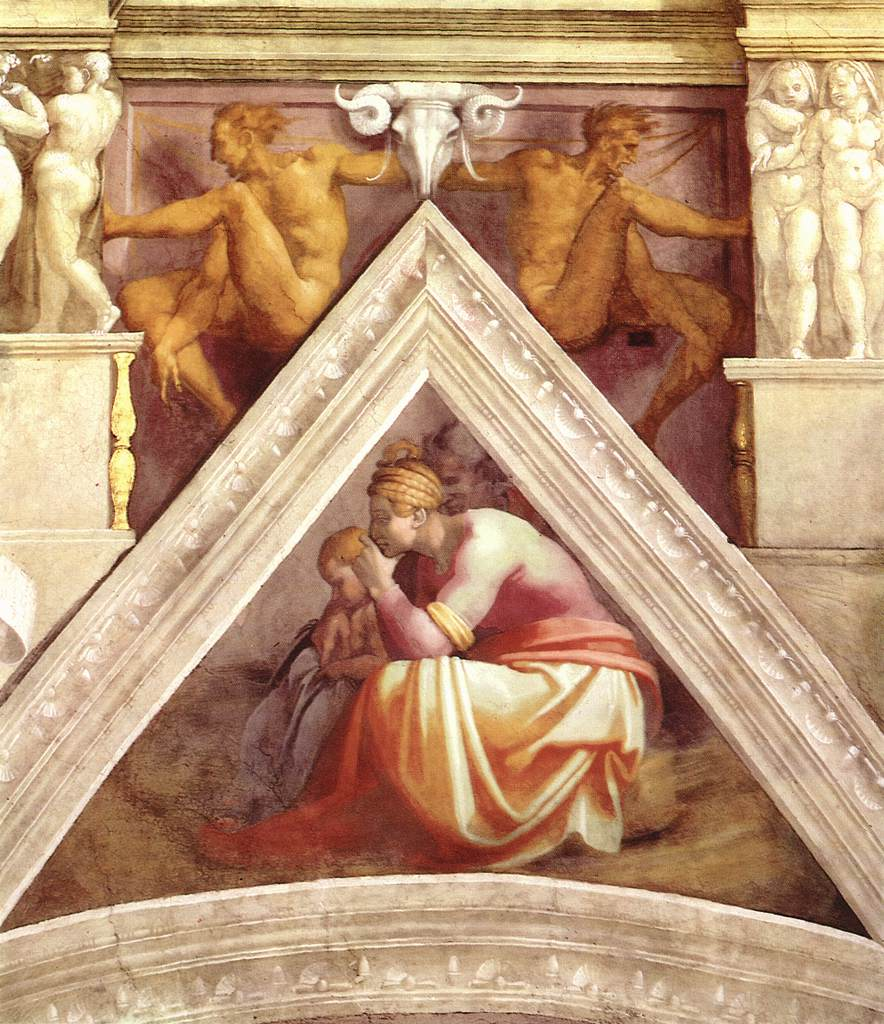
Nudi bronzei sulla Vela sopra Roboamo e Abia
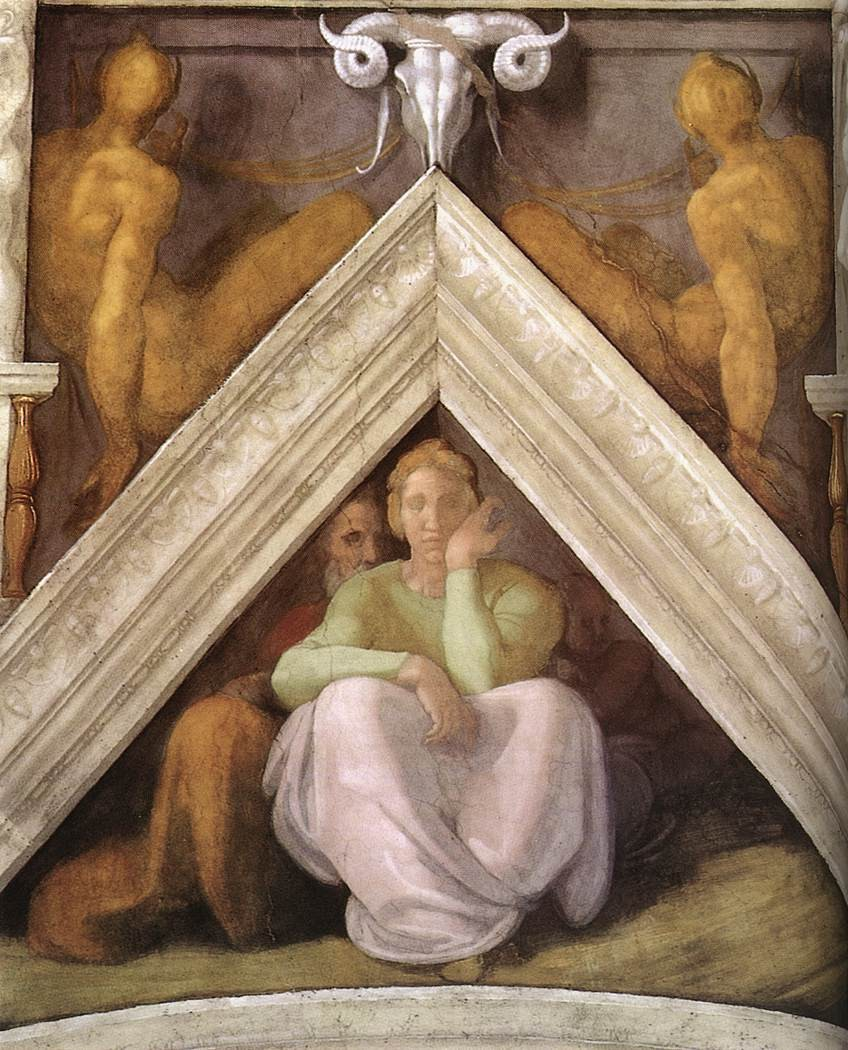
Nudi bronzei sulla Vela sopra Iesse, Davide e Salomone
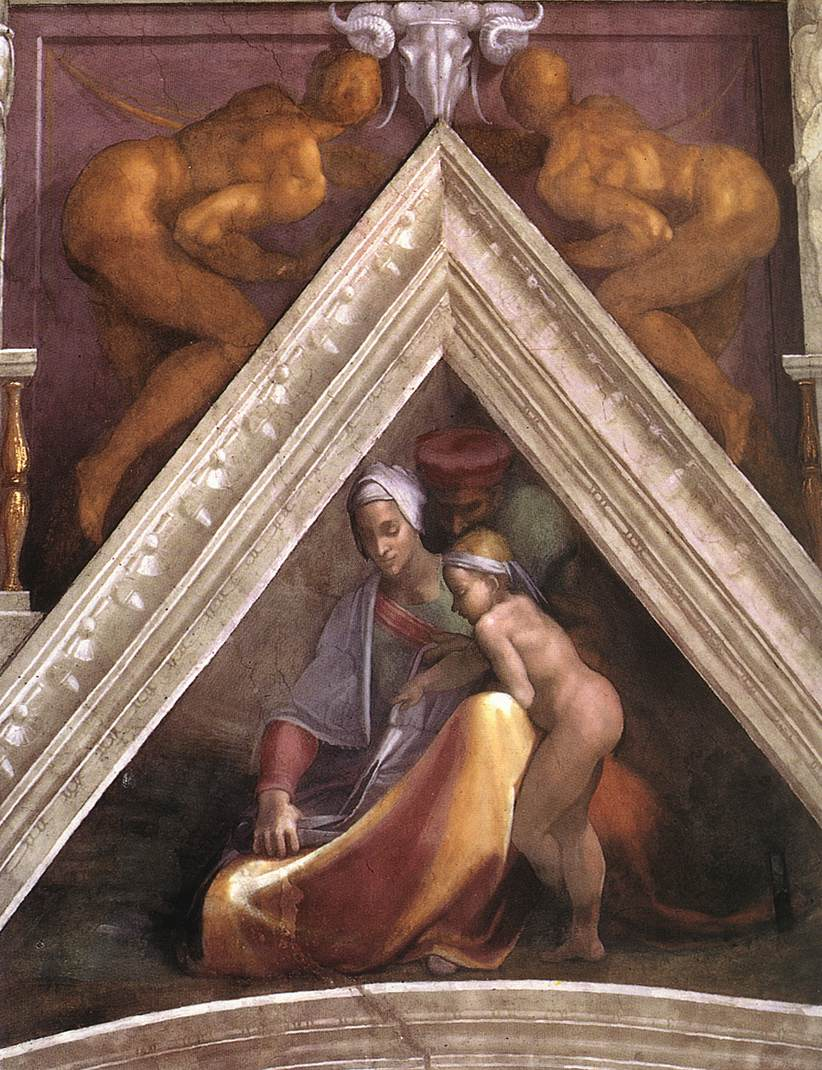
Nudi bronzei sulla Vela sopra Salmòn, Booz e Obed